# Tibesti
Tibesti je pohoří vulkanického původu, které se nachází v pouštní oblasti severního Čadu a malou plochou zasahuje také na území jižní Libye.
Nejvyšším vrcholem pohoří a zároveň celé Sahary je neaktivní vulkán Emi Koussi (3415 m). Dalšími významnými vrcholy jsou např. Kegueur Terbi (3376 m), Tarso Taro (3325 m), aktivní vulkány Pic Tousside (3265 m) a Soborom (3100 m).
Oblast pohoří je díky vyšší nadmořské výšce vlhčí než okolní části Sahary a průměrné roční srážky se tak pohybují okolo 120 mm.
V pohoří se nacházejí světoznámé skalní malby z období 5. až 3. tisíciletí př. n. l., které znázorňují život zdejších obyvatel (zejména lov zvěře) a ukazují tuto oblast Sahary v době, kdy zde panovalo výrazně vlhčí klima.